# Ryujin (Rapperin)
Ryujin (koreanisch 류진; eigentlich Shin Ryu-jin (koreanisch 신류진); * 17. April 2001 in Seoul) ist eine südkoreanische Sängerin und Tänzerin. Bekanntheit erlangte sie vor allem als Mitglied der 2019 gegründeten K-Pop-Gruppe Itzy.

## Leben

### Kindheit, Jugend und frühe Karriere
Ryujin besuchte die Hanlim Multi Art School in ihrer Heimatstadt Seoul, wo sie unter anderem mit dem späteren Itzy-Mitglied Chaeryeong Tanzunterricht nahm. Im Februar 2020 absolvierte sie ihren Schulabschluss.
Als Mittelschülerin wurde Ryujin während eines Konzerts der Boyband Got7 von einem Mitarbeiter der Künstleragentur JYP Entertainment entdeckt und 2015 unter Vertrag genommen. In den folgenden vier Jahren trainierte sie für ihr späteres Debüt in einer K-Pop-Gruppe. Während dieser Zeit betätigte sich Ryujin zudem als Schauspielerin, so war sie 2017 in einer Nebenrolle als Ji Min im Politdrama The King zu sehen und wirkte im selben Jahr im Musikvideo zum Lied Love Yourself der Boygroup BTS mit. Ebenfalls 2017 war Ryujin Kandidatin in der Survival-Reality-Show Mix Nine und trat als Gast in der von JYP Entertainment produzierten Musikshow Stray Kids auf.

### Als Mitglied vonItzy
Im Februar 2019 wurde Ryujin als Mitglied der neugegründeten K-Pop-Gruppe Itzy der Öffentlichkeit vorgestellt. Sie übernimmt einen Großteil der Rap-Parts in den Liedern der Gruppe. 2022 veröffentlichte Ryujin zusammen mit dem Itzy-Mitglied Yeji und der US-amerikanischen Sängerin Bebe Rexha einen Remix des Songs Break My Heart Myself, den Rexha ursprünglich mit Travis Barker aufgenommen hatte.
Im April 2023 veröffentlichte der koreanische Ableger der Modezeitschrift Vogue ein Interview und eine Fotostrecke mit Ryujin. Im Mai 2023 wirkte sie als Co-Moderatorin während des Musikfestivals KCON im japanischen Chiba mit. Im Dezember 2023 gab JYP Entertainment bekannt, dass Ryujin mit dem Titel Run Away erstmals auch als Co-Autorin an einem Lied mitgewirkt hat. Der Song ist Teil des im Januar 2024 erscheinenden Itzy-Albums Born to Be.
Neben ihrer Musikkarriere ist Ryujin auch philanthropisch tätig. So war sie im April 2022 an einer Spendensammlung der Organisation The Promise zugunsten von Opfern eines Waldbrandes in der Provinz Gangwon-do beteiligt. Ebenfalls für The Promise engagierte sie sich im Februar 2023 im Rahmen einer Spendenaktion nach dem Erdbeben in der Türkei und Syrien.

## Filmografie
- 2017: The King (Deo king)
- 2017: Love Yourself (Musikvideo)

## Fernsehauftritte
- 2017: Mix Nine
- 2017: Stray Kids
- 2023: KCON Japan (als Co-Moderatorin)